# 西伊冰原島峰
84°3′S 54°38′W / 84.050°S 54.633°W
西伊冰原島峰（英語：Seay Nunatak）是南極洲的冰原島峰，位於伊利沙伯女皇地，處於希爾冰原島峰以南6公里，屬於彭薩科拉山脈中尼普頓山脈的一部分，美國地質調查局根據測量和該國海軍的空中照片繪入地圖，現時由南極條約體系管理。